# Dzięcioł czerwonoczuby
Dzięcioł czerwonoczuby (Dryocopus lineatus) – gatunek dosyć dużego ptaka z rodziny dzięciołowatych (Picidae). Jest gatunkiem dość pospolitym, występującym na dużym obszarze zalesionych terenów krainy neotropikalnej – Ameryki Południowej i Centralnej oraz Meksyku. Dzięcioł czerwonoczuby współwystępuje z podobnymi dzięciołami z rodzaju Campephilus: dzięciołem pręgogrzbietym i szkarłatnoczubym, od których łatwo go odróżnić po prążkowanej szyi. Jego głównym habitatem jest stosunkowo rzadki las i jego obrzeża. Nie jest zagrożony.

## Systematyka
Gatunek po raz pierwszy zgodnie z zasadami nazewnictwa binominalnego opisał Karol Linneusz, nadając mu nazwę Picus lineatus. Opis ukazał się w 1766 roku w 12. edycji Systema Naturae. Jako miejsce typowe autor wskazał Kajennę w Gujanie Francuskiej. 
Większość autorów umieszcza dzięcioła czerwonoczubego w rodzaju Dryocopus, np. autorzy Kompletnej listy ptaków świata czy Międzynarodowy Komitet Ornitologiczny (IOC). Natomiast Międzynarodowa Unia Ochrony Przyrody (IUCN) oraz autorzy listy ptaków świata opracowywanej we współpracy BirdLife International z autorami Handbook of the Birds of the World (6. wersja online: grudzień 2021) zaliczają dzięcioła czerwonoczubego do rodzaju Hylatomus. IOC wyróżnia pięć podgatunków D. lineatus:
- D. l. erythrops (Valenciennes, 1826) – dzięcioł czarnogrzbiety[4]
- D. l. fuscipennis P.L. Sclater, 1860 – dzięcioł płowobrzuchy[4]
- D. l. lineatus (Linnaeus, 1766) – dzięcioł czerwonoczuby[4]
- D. l. scapularis (Vigors, 1829)
- D. l. similis (R. Lesson, 1847).

Niektórzy autorzy uznają dzięcioła płowobrzuchego za osobny gatunek.

### Etymologia
- Dryocopus: gr. δρυοκοπος druokopos „dzięcioł”, od δρυς drus, δρυος druos „drzewo”; κοπος kopos „bicie”, od κοπτω koptō „uderzać”[11].
- lineatus: łac. lineatus oznaczony liniami, paskowany[12].

## Morfologia
Duży dzięcioł o dosyć długim, spiczastym, prostym, szerokim u nasady, dziobie, którego górna część jest czarniawa, a dolna nieco jaśniejsza, ciemnoszara. Tęczówki w kolorze od białego do jasnego żółtopomarańczowego, skóra oczodołu brązowa. Nogi silne, szare lub czarnoszare z zielonkawym, żółtawym lub niebieskawym odcieniem. Pióra czoła i górnej części głowy tworzą jasnoczerwony czub. U nasady dzioba w okolicach nozdrzy kępki nosowe od jasnożółtych do białych przechodzą w biały pasek ciągnący się poprzez policzki i całą szyję, przechodząc w białe pręgi w górnej części pleców. Broda i gardło białawe z czarnymi plamkami. Okolice oczu i płaty uszne od szarych do jasnoszarych. Szyja, kark i górna część piersi czarne. Dolna część piersi i brzuch od bladocynamonowego do płowego z szerokimi czarnymi pręgami. Pokrywy skrzydeł czarne, skrzydła, kuper i sterówki brązowoczarne od góry i od jasnożółtych do żółtawobiałych od spodu. Samice mają czoło i przednią część głowy czarne. Długość ciała około 31,5–36 cm, masa ciała różni się w zależności od podgatunku: D. l. similis 136–181 g, D. l. lineatus 186–228 g, D. l. fuscipennis 164–190 g, D. l. erythrops 216–264 g.

## Zasięg występowania
Jest gatunkiem pospolitym, występującym na dużym obszarze zalesionych terenów krainy neotropikalnej m.in. na całym obszarze Amazonii. Zasiedla obszary od poziomu morza do 2100 m n.p.m. Jest gatunkiem osiadłym. Poszczególne podgatunki występują:
- D. l. erythrops – we wschodnim Paragwaju, północnej i północno-wschodniej Argentynie (prowincje Salta, Misiones, Corrientes) oraz wschodniej i południowo-wschodniej Brazylii (stany Espírito Santo, São Paulo i Rio Grande do Sul),
- D. l. lineatus – od wschodniej i południowej Kostaryki na południe do zachodniej Kolumbii, na wschód do Trynidadu, Gujany, Surinamu, Gujany Francuskiej oraz północno-wschodniej i wschodniej Brazylii (stany Maranhão, Bahia), na południe do wschodniego Peru, północnej i wschodniej Boliwii oraz północnego Paragwaju,
- D. l. scapularis – w zachodnim Meksyku – od stanu Sonora na południe do Guerrero,
- D. l. similis – we wschodnim i południowym Meksyku na południe do północno-zachodniej Kostaryki,
- D. l. fuscipennis – w zachodnim Ekwadorze i północno-zachodnim Peru.

## Ekologia
Jego głównym habitatem są lasy deszczowe, lasy strefy umiarkowanej oraz lasy suche, częściowo zalesione tereny z wtórnym zalesieniem i zarośla. Zasiedla obrzeża lasu oraz lasy nadrzeczne. W bardziej suchych obszarach swojego zasięgu występowania zamieszkuje lasy sosnowe oraz zarośla cierniste. Podstawą pożywienia są chrząszcze i ich larwy, mrówkowate z rodzajów Azteca, Crematogaster, Camponotus oraz ich larwy, gąsienice oraz prostoskrzydłe. Często żeruje na drzewach z rodzaju cekropka. Dietę uzupełnia owocami helikoniowatych lub kluzji różowej. Żeruje głównie pojedynczo lub w parach, może jednak żerować w grupach rodzinnych o liczebności 4–6 osobników. Żeruje we wszystkich partiach lasu na pniach i dużych konarach, czasami na słupach telefonicznych.

### Rozmnażanie

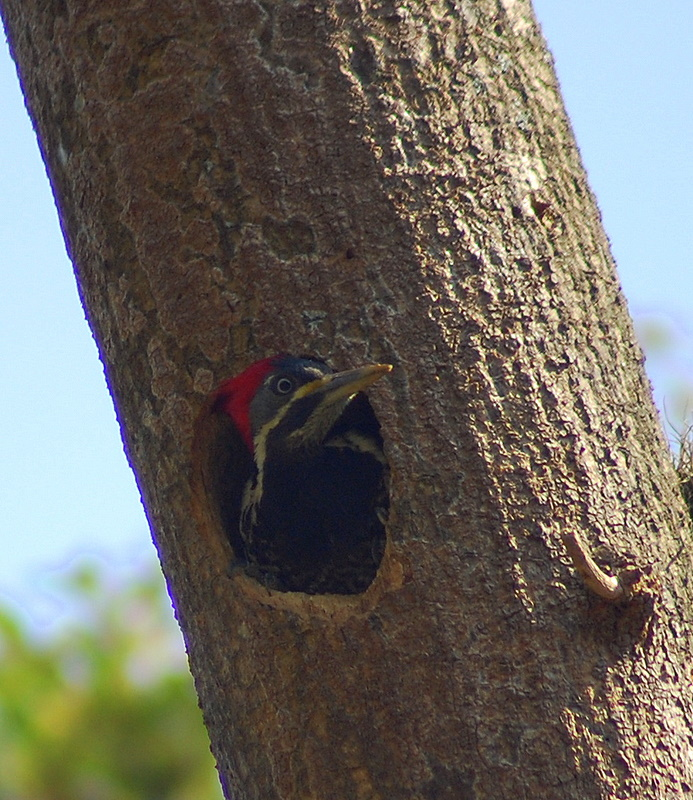
Samica wychylająca się z dziupli

Sezon lęgowy w zależności od obszaru zamieszkania trwa od marca do kwietnia w Panamie, od kwietnia do maja w Belize i od lutego do kwietnia na Trynidadzie i w Surinamie. Gniazda buduje w martwych drzewach na wysokości od 2 do 27 metrów nad poziomem ziemi. Dziuple mają około 45 cm głębokości, przekrój około 13 na 18 cm i wejście o średnicy około 9 cm. W zniesieniu 2–4 jaja. Są one wysiadywane przez oboje rodziców na zmianę. Pisklęta są także karmione przez oboje rodziców mniej więcej co godzinę poprzez regurgitację. Nieczystości są usuwane z gniazda przez oboje rodziców.

## Status
W Czerwonej księdze gatunków zagrożonych IUCN dzięcioł czerwonoczuby klasyfikowany jest jako gatunek najmniejszej troski (LC – Least Concern). Zasięg jego występowania według szacunków organizacji BirdLife International obejmuje około 21,3 mln km². W 2008 roku organizacja Partners in Flight szacowała liczebność światowej populacji na 5–50 mln osobników; ptak ten jest opisywany jako dosyć pospolity. Trend liczebności populacji uznawany jest obecnie za wzrostowy.
Od 2014 roku IUCN klasyfikuje dzięcioła płowobrzuchego jako osobny gatunek (Hylatomus fuscipennis), ale także zalicza go do kategorii najmniejszej troski. Opisywany on jest jako rzadki w Peru, zaś w Ekwadorze – od rzadkiego po dość pospolity. Trend liczebności populacji nie jest znany.